# Aéroport international de Tepic
L'aéroport international Amado Nervo ou l'aéroport de Tepic (code IATA : TPQ • code OACI : MMEP • code DGAC M. : TNY) est un aéroport international situé à Tepic et est le principal aéroport de l'État mexicain de Nayarit. Gérée par Aeropuertos y Servicios Auxiliares, une société appartenant au gouvernement fédéral, il était la base de Transportes Aereos de Nayarit avant la cessation de ses activités en 1999. Il tire son nom du poète né dans la région, Amado Nervo.

## Information
L'aéroport a un terminal avec un hall, un salon VIP Aeromar, le Salón Diamante ouvert à tous les passagers de la compagnie aérienne.
En 2017, l'aéroport a accueilli 142 086 passagers et en 2018, 163 183 passagers.

## Situation
| \| 500 km1:6 468 000 \| Acapulco Aguascalientes Huatulco Campeche Cancún Chetumal Chihuahua Ciudad · del Carmen Ciudad Juárez Ciudad · Obregón Ciudad · Victoria Colima Cozumel Culiacán Guanajuato Durango Guadalajara Hermosillo Ixtapa · Zihuatanejo La Paz San José · del Cabo Los Mochis Matamoros Mazatlán Mérida Mexicali Mexico B.J. Mexico F.A. Minatitlán Monterrey Morelia Nuevo · Laredo Oaxaca Playa · de Oro Puebla Puerto · Escondido Puerto · Vallarta Querétaro Reynosa San Luis · Potosí Tampico Tapachula Tepic Tijuana Toluca Torreón Tuxtla Gutiérrez Uruapan Veracruz Villahermosa Zacatecas |
| 500 km1:6 468 000 |

## Statistiques
Pour des raisons techniques, il est temporairement impossible d'afficher le graphique qui aurait dû être présenté ici.

Voir la requête brute et les sources sur Wikidata.

## Compagnies aériennes et destinations

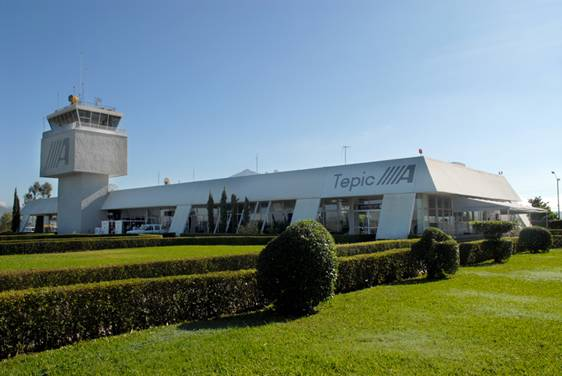
Bâtiment de l'aéroport.

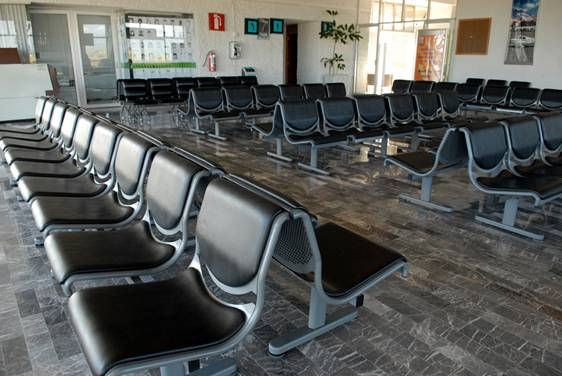
Salle d'attente de l'aéroport.

| Compagnies | Destinations                              |
| ---------- | ----------------------------------------- |
| Aeromar    | Mexico-B. Juárez                          |
| Volaris    | Mexico-B. Juárez, Tijuana-A. L. Rodríguez |

## Itinéraires les plus fréquentés
| Rang | Ville                             | Les passagers | Classement | Compagnie aérienne |
| ---- | --------------------------------- | ------------- | ---------- | ------------------ |
| 1    | Basse-Californie , Tijuana        | 52 546        | Stable     | Volaris            |
| 2    | État de Mexico , Mexico           | 26 697        | Stable     | Aeromar, Volaris   |
| 3    | Chihuahua , Ciudad Juárez         | 65            |            |                    |
| 4    | Coahuila , Torreón                | 54            | 1          |                    |
| 5    | État de Mexico , Toluca           | 53            | 2          |                    |
| 6    | San Luis Potosí , San Luis Potosí | 46            | 3          |                    |
| 7    | Sinaloa , Los Mochis              | 34            | 1          |                    |
| 8    | Sonora , Hermosillo               | 30            |            |                    |
| 9    | Tamaulipas , Matamoros            | 27            |            |                    |

## Voir également
- Liste des aéroports les plus fréquentés au Mexique